# Asmate clathraria
Asmate clathraria là một loài bướm đêm trong họ Geometridae.